# Orde van de Kroon van het Emiraat Buchara
De  Orde van de Kroon van het Emiraat Buchara ("Nishoni Todzhi Bukhoroi Dor Us Saltanat") werd in 1896 door de Emir van Emiraat Buchara ingesteld. De orde had een onbekend aantal graden. Het lint was donkerrood maar de draagwijze van de orde is onbekend.